# Somogyvámos, Somogy
Somogyvámos  este un sat în districtul Fonyód, județul Somogy, Ungaria, având o populație de 800 de locuitori (2011). 

## Demografie
Componența etnică a satului Somogyvámos
     Maghiari (80,14%)
     Romi (13,66%)
     Germani (1,58%)
     Necunoscut (4,06%)
     Ruși (0,56%)
     Alții (4,06%)
Componența confesională a satului Somogyvámos
     Romano-catolici (47,13%)
     Fără religie (10,13%)
     Luterani (7,25%)
     Reformați (1,63%)
     Necunoscută (33,88%)
     Alte religii (21,75%)
Conform recensământului din 2011, satul Somogyvámos avea 800 de locuitori. Din punct de vedere etnic, majoritatea locuitorilor (80,14%) erau maghiari, existând și minorități de romi (13,66%) și germani (1,58%). Apartenența etnică nu este cunoscută în cazul a 4,06% din locuitori. Nu există o religie majoritară, locuitorii fiind romano-catolici (47,13%), persoane fără religie (10,13%), luterani (7,25%) și reformați (1,63%). Pentru 33,88% din locuitori nu este cunoscută apartenența confesională.